# Juche
Juche (AFI: pronunție în coreeană [t͡ɕu.t͡ɕʰe]) este o doctrină politică dezvoltată de liderul nord-coreean Kim Ir-sen.
Cele trei principii fundamentale sunt:
- suveranitate politică (chaju)
- independență economică (charib)
- autonomie militară (chawi)

Prima referire directă la doctrina Juche este într-o cuvântare din 28 decembrie 1955 a lui Kim Ir-sen intitulată „Despre eliminarea dogmatismului și a formalismului și introducerea ideii juche în munca ideologică.”
În 1972 doctrina Juche, de încredere în sine, a înlocuit marxism-leninismul ca ideologie oficială de stat în constituția nord-coreeană, iar în constituția revizuită din 1998 toate referințele la marxism-leninism au fost scoase.
Doctrina Juche a fost definitivată într-un document din 1982 intitulat „Despre ideea juche”.
După moartea lui Kim Ir-sen, Coreea de Nord a introdus calendarul juche, conform căruia anul 1912 (anul de naștere al lui Kim Ir-sen) este Anul Juche 1.
În constituția nord-coreeană, din aprilie 2009, a fost introdusă politica Songun care întărește doctrina Juche.

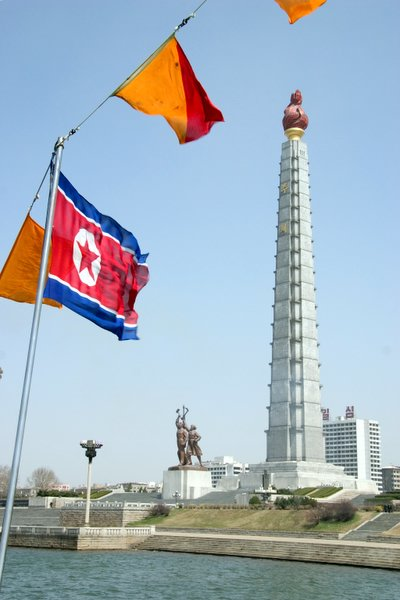
Turnul Juche din Phenian
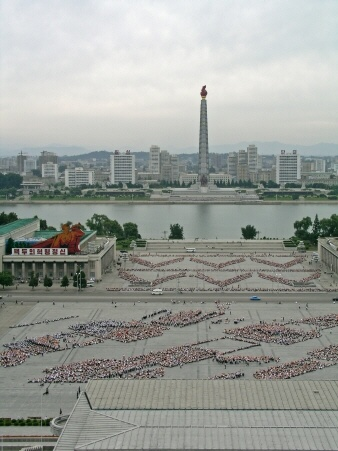
Turnul Juche, vedere generală
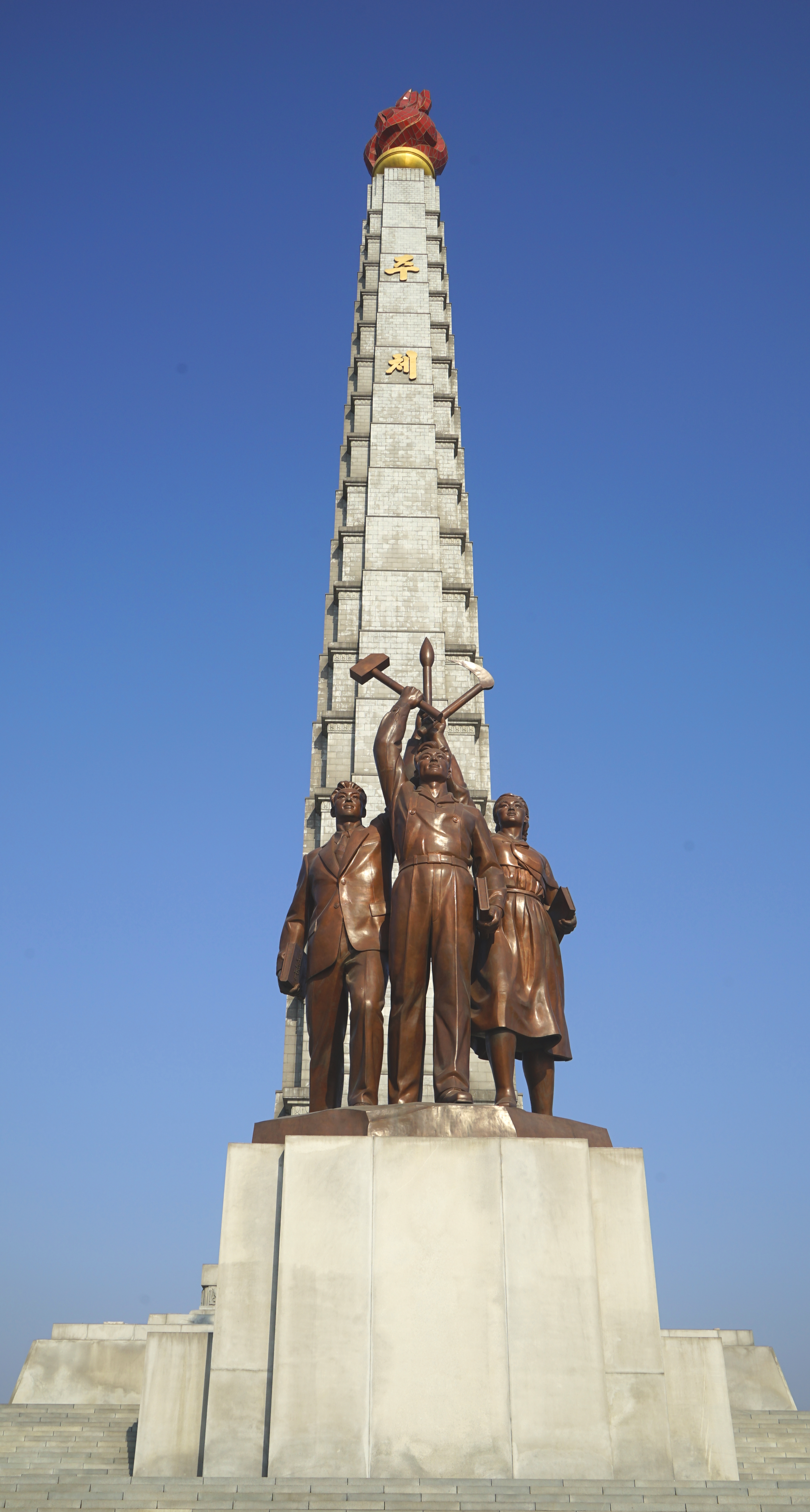
Turnul Juche, prim-plan